# 火曜ACTION!
『火曜ACTION!』（かようアクション）は、フジテレビで2022年10月12日から2023年8月23日まで毎週水曜 0時25分 - 0時55分（火曜深夜）に放送されていたテレビドラマ枠。

## 概要
2022年9月5日に行われたフジテレビの改編説明会において本枠の設置を発表した。
2023年8月をもって終了。その後10月改編にて金曜21時台にドラマ枠が設置され、実質的に枠移動・拡大の形となった。

## 放送リスト
- アイゾウ 警視庁・心理分析捜査班（2022年10月12日 - 11月30日）出演・夏子、津田寛治、水石亜飛夢 ほか
- ブラック/クロウズ〜roppongi underground〜（2022年12月14日・12月21日）出演・小関裕太、松井愛莉、三浦獠太、萩原聖人 ほか
- 生ドラ!東京は24時（2022年12月28日・2023年1月4日）出演・鈴木保奈美、藤原丈一郎（なにわ男子）、7 MEN 侍（ジャニーズJr.）ほか
- City Lives（2023年1月18日 - 2月1日）出演・広田亮平、片山友希、橋口勇輝、髙嶋政宏 ほか
- 凋落ゲーム（2023年2月8日 - 3月1日）出演・菅生新樹、水谷果穂、那須ほほみ、内藤秀一郎 ほか
- #who am I（2023年3月8日 - 3月22日）出演・関水渚、森田想、濱正悟、工藤美桜、遊井亮子 ほか
- クライムファミリー（2023年4月12日 - 5月3日）出演・本郷奏多、大倉孝二、真飛聖、吉田美月喜、荒木飛羽 ほか
- バイバイ、マイフレンド（2023年5月10日 - 5月31日）出演・森田望智、萩原みのり、濱田龍臣、松崎未夢 ほか
- もう一度パパと呼ばれる日（2023年6月7日 - 6月28日）出演・EXILE NAOTO、前田亜季、八嶋智人、木村慧人（FANTASTICS）、信太昌之 ほか
- リズム（2023年7月5日 - 7月26日）出演・岡本圭人、吉柳咲良、岡部たかし、岡本玲、映美くらら ほか
- 僕たちの校内放送（2023年8月2日 - 8月23日）出演・木戸大聖、前田旺志郎、中田青渚、米倉れいあ ほか